# Liste der Studentenverbindungen in Schweinfurt
	Die Liste der Studentenverbindungen in Schweinfurt verzeichnet die aktiven, suspendierten und erloschenen Korporationen in Schweinfurt, welche verschiedenen Korporationsverbänden angehören oder verbandsfrei sind. Sie sind an der Technischen Hochschule Würzburg-Schweinfurt ansässig.
	Bezüglich der Würzburger Korporationen siehe: Liste der Studenten- und Schülerverbindungen in Würzburg.

## Aktive Verbindungen
Die Sortierung erfolgt nach dem Gründungsdatum.
|  |
|  |
|  |
|  |
|  |
|  |

|  |
|  |
|  |
|  |
|  |

|  |
|  |
|  |
|  |
|  |

## Suspendierte und erloschene Verbindungen
Die Sortierung erfolgt nach dem Gründungsdatum.
| Name          | Gründung      | Farben                                         | Wappen | Zirkel | Verband | Fechtfrage     | Mitglieder | Anmerkungen |
| ------------- | ------------- | ---------------------------------------------- | ------ | ------ | ------- | -------------- | ---------- | --- |
| KDStV Guelfia | 18. Okt. 1927 | \| \| \| \| \| \| \| \| \| \| violett-weiß-rot |        |        | CV      | nichtschlagend | Männer     | katholisch; Fuchsenfarben: violett-rot; rote Tellermütze; um 1970 verlegte die Guelfia nach Schweinfurt, da die für die Verbindung wichtigsten Fachbereiche Maschinenbau und Elektrotechnik nach Schweinfurt verlegt wurden; seit 1990er immer wieder suspendiert; endgültige Suspension spätestens 2014 wegen Fusion mit KDStV Thuringia |
|               |               |                                                |        |        |         |                |            | |
|               |               |                                                |        |        |         |                |            | |
|               |               |                                                |        |        |         |                |            | |
|               |               |                                                |        |        |         |                |            | |
|               |               |                                                |        |        |         |                |            | |